# Bernard Lewis
Bernard Lewis, FBA (31. května 1916, Londýn, Anglie – 19. května 2018) byl britsko-americký historik, orientalista a politický komentátor. Byl emeritním profesorem zaměřujícím se na blízkovýchodní studia na Princetonské univerzitě. Byl odborníkem na dějiny islámu, vztahy mezi islámem a Západem a dějiny Osmanské říše. Vystudoval fakultu orientálních a afrických studií na Londýnské univerzitě. Ve druhé světové válce sloužil v britské armádě a po ní se vrátil na Londýnskou univerzitu, kde začal vyučovat dějiny Blízkého východu. Dnes je považován za jednoho z největších západních expertů na Blízký východ. Byl mimo jiné známý veřejnými debatami s Edwardem Saidem.

## České překlady děl
- Dějiny Blízkého východu, 1997
- Kde se stala chyba?, 2003